# كولن ر. تورنر
كولن ر. تورنر (بالإنجليزية: Colin R. Turner)‏ هو ناشط وكاتب أيرلندي، ولد في 10 يوليو 1968 في دبلن في جمهورية أيرلندا.

## وصلات خارجية
- الموقع الرسمي